# ویل بیل
ویل بیل (انگلیسی: Will Beall) فیلم‌نامه‌نویس و کارآگاه سابق اهل اداره پلیس لس‌آنجلس اهل ایالات متحده آمریکا است.
از فیلم‌ها یا مجموعه‌های تلویزیونی که وی در آن‌ها نقش داشته‌است، می‌توان به جوخه گانگستر، آکوامن و کسل اشاره نمود.